# Система Максимовича
Систе́ма Максимо́вича, «максимо́вичевка» (укр. максимовичівка) — система украинского правописания на этимологических принципах, предложенная в 1827 году первым ректором Киевского университета М. А. Максимовичем. На территории Восточной Украины практически не применялась, но была воспринята в Галиции; в Закарпатье употреблялась до 1940-х годов.
Главный принцип этой системы — сохранение традиционных написаний, но с обозначением условными знаками изменившегося произношения. Фактически это сводится к следующему:
- сохраняется буква «ѣ» (ять) (с чтением её как [i] или [ji]): цѣлый, сѣверъ, въ битвѣ;
- над другими гласными, произношение которых также изменилось в [i], ставятся «крышечки» (циркумфлексы): мôй, жалôбно, втêкали, матêрью (по признанию Максимовича, они были введены под влиянием французской орфографии для удобства типографского набора. Вместе с тем они соответствуют традиционным церковнославянским «каморам»);
  - при этом начальное ô означает не только [i] на месте этимологического [o], но и развившийся протетический звук [w]: ôтъ (в нынешней орфографии від), ôнъ (в нынешней орфографии він) и т. п.;
- используется буква «ё»: ёму, полёвыхъ, послѣднёго;
- буквы «е» и «и» после гласных обозначают, как правило, звуки [jе] и [jі] соответственно, как современные украинские «є» и «ї», в то время как после согласных — соответствуют в основном современным украинским «е» и «и»): своихъ, есть, но сила, отже;
- буквы «э» и «ґ» употреблялись нерегулярно;
- в ряде грамматических форм (глаголы прошедшего времени мужского рода единственного числа, окончания прилагательных твёрдой группы в именительном падеже множественного числа и др.) сохраняется традиционное написание, не соответствующее живому произношению (ср. в русском языке -ться = [ццъ] для инфинитива возвратных глаголов);
- употребление букв «і», «ѳ», «ъ» регулировалось правилами, идентичными действовавшим в ХІХ столетии для русского языка.

Выбор правильного знака для звука [i] (между ô, ê, ŷ, ѣ) определялся наличием или отсутствием чередования c [о], [е], [у] в открытом слоге, то есть осуществлялся по тому же алгоритму, по которому в русском языке выбирается «а» или «о», «е» или «и» в слабой (безударной) позиции в корне слова.